# سوریا سیمری
سوریا سیمری (به ایتالیایی: Soveria Simeri) یک کومونه در ایتالیا است که در استان کاتانزارو واقع شده‌است. سوریا سیمری ۲۲ کیلومتر مربع مساحت و ۱٬۶۱۵ نفر جمعیت دارد و ۳۷۸ متر بالاتر از سطح دریا واقع شده‌است.